# Supercupa Europei 2024
Supercupa Europei 2024 va fi cea de-a 49-a ediție a Supercupa Europei, un meci anual de fotbal organizat de UEFA și disputat de campionii în vigoare ai primelor două competiții europene de cluburi, UEFA Champions League și UEFA Europa League. Este programat să se joace pe Stadionul Național din Varșovia, Polonia, pe 14 august 2024. Acesta va fi disputat de clubul spaniol Real Madrid, câștigător al Ligii Campionilor UEFA 2023–24, și de clubul italian Atalanta, câștigător din UEFA Europa League 2023-2024.
Manchester City este campioana de anul trecut. Cu toate acestea, ei nu pot apăra titlul după ce au fost eliminați de Real Madrid în sferturile de finală ale Ligii Campionilor UEFA 2023–24.

## Echipele
| Echipa      | Calificări                                    | Participări anterioare (boldinul indică câștigătorii) |
| ----------- | --------------------------------------------- | ----------------------------------------------------- |
| Real Madrid | Câștigători ai Ligii Campionilor UEFA 2023–24 | 8 (1998, 2000, 2002, 2014, 2016, 2017, 2018, 2022)    |
| Atalanta    | Câștigători ai UEFA Europa League 2023-2024   | Fără                                                  |

## Stadion

### Selecție gazdă
Stadionul Național din Varșovia, Polonia, a fost selectat să găzduiască meciul la reuniunea Comitetului Executiv al UEFA de la Limassol, Cipru, pe 26 septembrie 2023. Stadionul a fost construit pentru turneul UEFA Euro 2012 din Polonia și Ucraina, unde a găzduit trei meciuri Grupa A, un sfert de finală și o semifinală. De atunci a găzduit finala UEFA Europa League 2015, precum și locul obișnuit pentru meciurile de acasă ale echipei naționale de fotbal a Poloniei. Are o capacitate UEFA de 58.826 de locuri.

## Meci

### Detalii
Câștigătorii Ligii Campionilor vor fi desemnați ca echipă „acasă” din motive administrative.
| Real Madrid                 | 2–0    | Atalanta |
| --------------------------- | ------ | -------- |
| - Valverde 59' - Mbappé 68' | Raport |          |

| Real Madrid | Atalanta |

| GK              | 1  | Thibaut Courtois    |     |     |
| RB              | 2  | Dani Carvajal (c)   |     | 88' |
| CB              | 3  | Éder Militão        |     |     |
| CB              | 22 | Antonio Rüdiger     |     |     |
| LB              | 23 | Ferland Mendy       |     |     |
| CM              | 8  | Federico Valverde   |     |     |
| CM              | 14 | Aurélien Tchouaméni |     |     |
| RW              | 11 | Rodrygo             |     | 76' |
| AM              | 5  | Jude Bellingham     | 35' | 88' |
| LW              | 7  | Vinícius Júnior     | 42' | 88' |
| CF              | 9  | Kylian Mbappé       |     | 83' |
| Rezerve:        |    |                     |     |     |
| GK              | 13 | Andriy Lunin        |     |     |
| GK              | 26 | Fran González       |     |     |
| DF              | 18 | Jesús Vallejo       |     |     |
| DF              | 20 | Fran García         |     |     |
| DF              | 31 | Jacobo Ramón        |     |     |
| MF              | 6  | Eduardo Camavinga   |     |     |
| MF              | 10 | Luka Modrić         |     | 76' |
| MF              | 15 | Arda Güler          |     | 88' |
| MF              | 17 | Lucas Vázquez       |     | 88' |
| MF              | 19 | Dani Ceballos       |     | 88' |
| MF              | 21 | Brahim Díaz         |     | 83' |
| FW              | 16 | Endrick             |     |     |
| Antrenor:       |    |                     |     |     |
| Carlo Ancelotti |    |                     |     |     |

| GK                   | 1  | Juan Musso           |     |     |
| CB                   | 19 | Berat Djimsiti       | 64' |     |
| CB                   | 4  | Isak Hien            |     | 90' |
| CB                   | 23 | Sead Kolašinac       |     | 71' |
| RM                   | 77 | Davide Zappacosta    |     | 62' |
| CM                   | 15 | Marten de Roon (c)   |     |     |
| CM                   | 13 | Éderson              | 9'  |     |
| LM                   | 22 | Matteo Ruggeri       |     |     |
| AM                   | 8  | Mario Pašalić        |     | 90' |
| CF                   | 17 | Charles De Ketelaere |     | 62' |
| CF                   | 11 | Ademola Lookman      |     |     |
| Rezerve:             |    |                      |     |     |
| GK                   | 29 | Marco Carnesecchi    |     |     |
| GK                   | 31 | Francesco Rossi      |     |     |
| DF                   | 5  | Ben Godfrey          |     | 62' |
| DF                   | 20 | Mitchel Bakker       |     | 71' |
| DF                   | 27 | Marco Palestra       |     | 90' |
| DF                   | 40 | Pietro Comi          |     |     |
| DF                   | 41 | Pietro Tornaghi      |     |     |
| MF                   | 6  | Ibrahim Sulemana     |     |     |
| MF                   | 25 | Federico Cassa       |     |     |
| MF                   | 44 | Alberto Manzoni      |     | 90' |
| FW                   | 32 | Mateo Retegui        |     | 62' |
| FW                   | 45 | Dominic Vavassori    |     |     |
| Antrenor:            |    |                      |     |     |
| Gian Piero Gasperini |    |                      |     |     |

| Omul meciului: Jude Bellingham (Real Madrid) Arbitru asistent: Stéphane De Almeida (Elveția) Jonas Erni (Elveția) Al patrulea oficial: Mykola Balakin (Ucraina) Asistent video arbitru asistent: Bastian Dankert (Germania) Video assistant referee: Fedayi San (Elveția) Christian Dingert (Germania) | Regulile meciului - 90 minute - Lovituri de departajare dacă scorul este egal - Doisprezece rezerve numite - Maxim cinci înlocuiri - Maximum trei oportunități de înlocuire |